# Igreja Matriz (Viana do Alentejo)

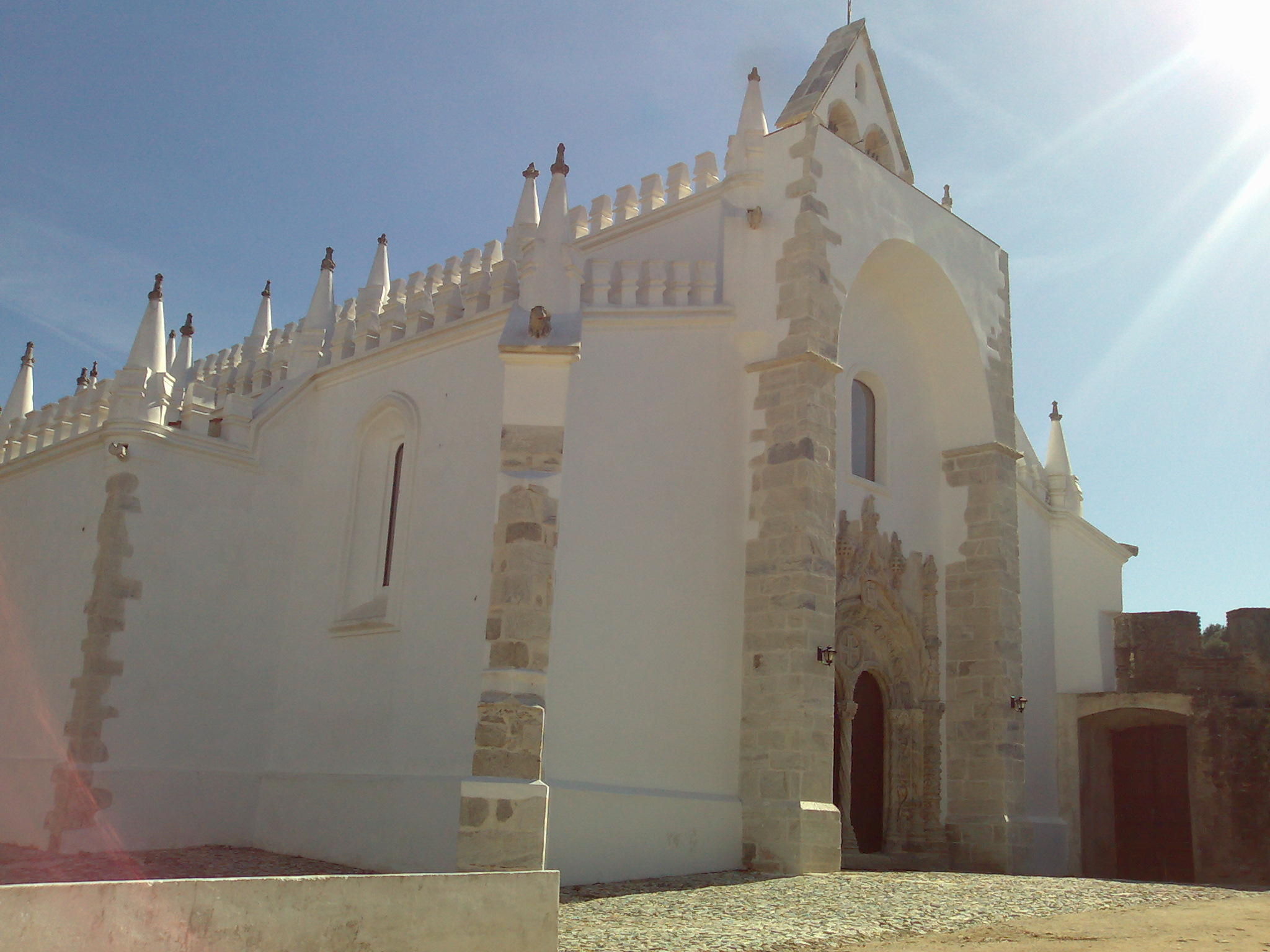
Die Igreja Matriz in Viana do Alentejo

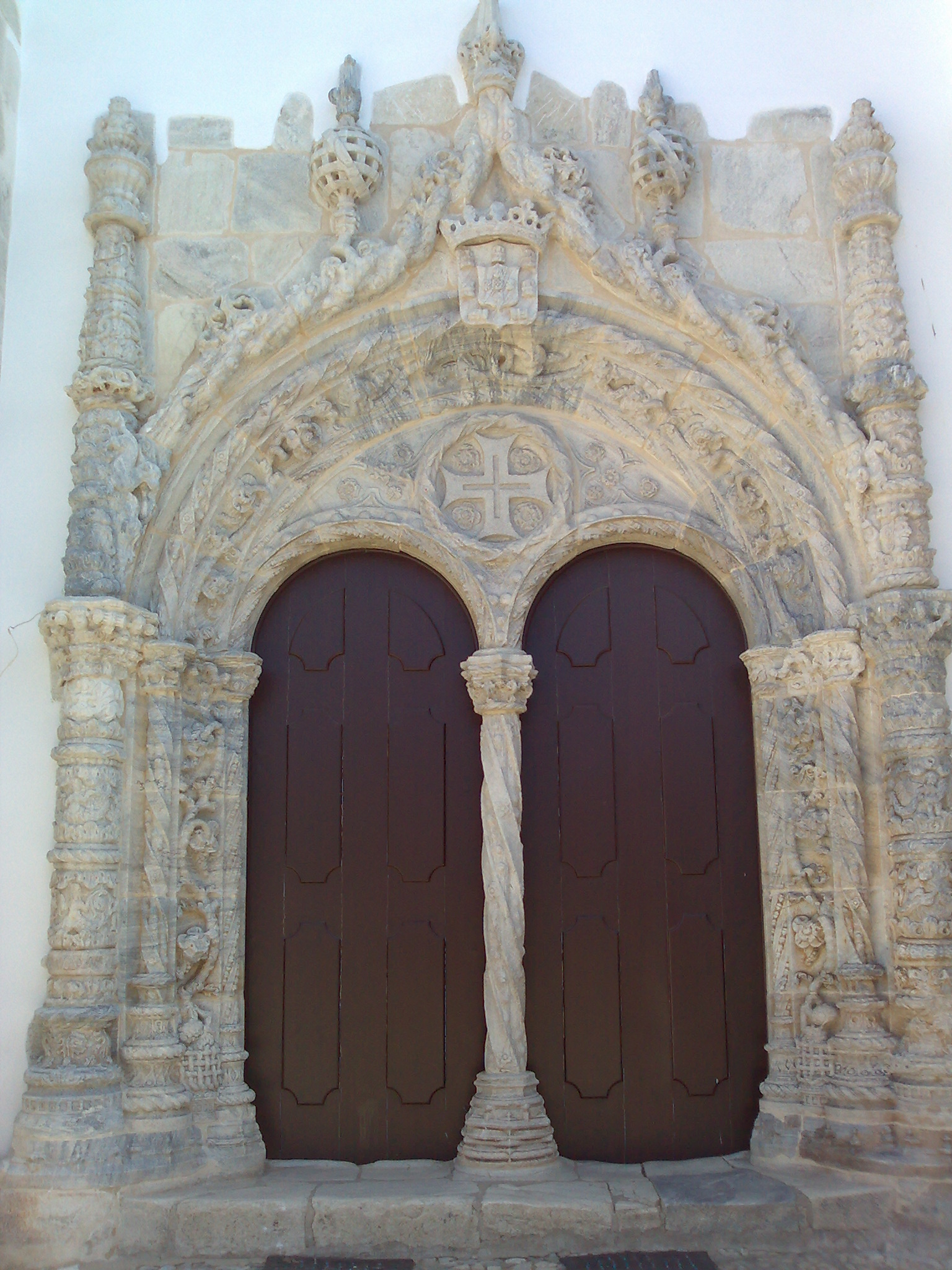
Manuelinisches Portal mit Armillarsphären und Christusritterkreuz an der Igreja Matriz von Viana do Alentejo

Die Igreja de Nossa Senhora da Anunciação ist die römisch-katholische Pfarrkirche der portugiesischen Kreisstadt Viana do Alentejo. Sie wurde im 16. Jahrhundert nach Plänen des Baumeisters Diogo de Arruda im manuelischen Stil errichtet.
Die Kirche befindet sich innerhalb des Castelo de Viana do Alentejo. Die Außenmauer der Burg bildet eine Seitenwand der Kirche. Bemerkenswert ist das Eingangsportal aus Marmor.